# Progreso, Coahuila
Progreso là một đô thị thuộc bang Coahuila, México. Năm 2005, dân số của đô thị này là 3379 người.